# 农村资金互助社
农村资金互助社是指中国境内经银行业监督管理机构批准，由由乡（镇）、行政村农民和农村小企业自愿合股组建的社区互助性银行业金融机构，为独立的企业法人，对社员股金、积累及合法取得的其他资产（社员存款、捐赠资金、向其他银行业金融机构融资）所形成的法人财产，享有占有、使用、收益和处分的权利，并以上述财产对债务承担责任。为社员提供存款、贷款、结算等业务。实行社员民主管理。

## 历史
2007年3月9日，中国首家农村资金互助社——吉林省梨树县闫家村百信农村资金互助社成立。截至2011年11月末，全国共有46家农村资金互助社获得银监会颁发的金融许可证。 至2014年中，全国共49家。

## 机构设立
其名称由所在地行政区划、字号、行业（即“农村资金互助社”）和组织形式（如“有限责任公司”）依次组成。在乡（镇）设立的，注册资本不低于30万元人民币，在行政村设立的，注册资本不低于10万元人民币。10名以上的发起人。发起人有良好的社会声誉和诚信记录，无犯罪记录。不得设立分支机构。入股自然人的户口所在地或经常居住地（本地有固定住所且居住满3年）在入股农村资金互助社所在乡（镇）或行政村内。注册地或主要营业场所在入股农村资金互助社所在乡（镇）或行政村内。年终分配后净资产达到全部资产的10%以上（合并会计报表口径）。单个农民或单个农村小企业向农村资金互助社入股，其持股比例不得超过农村资金互助社股金总额的10%，超过5%的应经银行业监督管理机构批准。社员入股必须以货币出资，不得以实物、贷款或其他方式入股。向入股社员颁发记名股金证，作为社员的入股凭证。
设有社员大会、社员代表大会。社员大会由全体社员组成，是该社的权力机构,是人合性质而不是资合性质的组织，社员享有一票基本表决权，出资额较大的社员可以享有附加表决权。该社的附加表决权总票数，不得超过该社社员基本表决权总票数的20%。社员的股金和积累可以转让、继承和赠与、退股。
农村资金互助社的法人代表（理事长、经理）应具备高中或中专及以上学历，上岗前应通过相应的从业资格考试。

## 业务
资金来源为吸收社员存款、接受社会捐赠资金和向其他银行业金融机构融入资金。资金应主要用于发放社员贷款，满足社员贷款需求后确有富余的可存放其他银行业金融机构，也可购买国债和金融债券。可以办理结算业务，并按有关规定开办各类代理业务，如代办保险，代办三农补贴支付等。不得向非社员吸收存款、发放贷款及办理其他金融业务，不得以该社资产为其他单位或个人提供担保。
风险管理方面，资本充足率不得低于8%；对单一社员的贷款总额不得超过资本净额的15%；对单一农村小企业社员及其关联企业社员、单一农民社员及其在同一户口薄上的其他社员贷款总额不得超过资本净额的20%；；对前十大户贷款总额不得超过资本净额的50%。        

## 法律法规
- 《农村资金互助社管理暂行规定》中国银行业监督管理委员会2007年1月22日
- 2014年3月13日，中国银监会令2014年第4号公布《中国银监会农村中小金融机构行政许可事项实施办法》